# Aleksej Mišin
Aleksej Nikolajevič Mišin (rođen 1941) je bivši ruski klizač koji se trenutno bavi treniranjem.
Među Mišinovim učenicima su i Olimpijski šampioni Aleksej Urmanov i Aleksej Jagudin, kao i Svetski i Olimpijski šampion Jevgenij Pljuščenko, kao i nekoliko šampiona koji su nastupali za SSSR i Rusiju. Mišin takođe tokom svojih letnjih seminara savetuje mnoge klizače iz različitih zemalja. Među ljudima koji imaju koristi od toga nalaze se i rumunski klizač Georghe Chiper i švajcarski šampion Stefan Lambiel.
Mišin je počeo da kliza tek u svojoj 15. godini. Takmičio se u pojedinačnoj konkurenciji za Sovjetski Savez, sve dok 1966. nije našao partnerku Tamaru Moskvinu sa kojom se, od tada, takmiči u sportskoj konkurenciji. Zajedno su 1969. godine osvojili prvenstvo SSSR – pobedivši tada dvostruke Olimpijske prvake: par Ljudmila Belousova / Oleg Protopopov, a u budućnosti i par Irina Rodnina / Aleksej Ulanov. Na Evropskim prvenstvima osvajali su srebro (1968) i bronzu (1969). Kasnije su odlučili da se povuku i posvete karijeri trenera. Kada se povukao, Mišin je imao samo 28 godina.
Mišin je završio Univerzitet sa diplomom mehanike. Počeo je uvežbavati pojedinačne takmičare, muškarce, kao i žene i uskoro je postao naširoko poznat po svojoj uspešnoj tehnici i metodu po kojima je vrlo brzo učio klizače da precizno i brzo izvode skokove.